# 烏勞
烏勞是哥倫比亞的城鎮，位於該國西北部，由安蒂奧基亞省負責管轄，距離首府麥德林161公里，始建於1781年，面積2,556平方公里，海拔高度1,800米，2005年人口32,439。
6°19′N 76°08′W / 6.317°N 76.133°W